# His属格
his属格（ヒズぞっかく、his genitive）は以前英語で用いられた語法で、本来なら「属格名詞A＋名詞B」で「AのB」を表すところを、名詞Aの後ろに人称代名詞属格をおき「名詞A 人称代名詞＋名詞B」とすることで、Aの代わりに人称代名詞でBを修飾することをいう。例えば
Euphues his England（ジョン・リリー『ユーフュイーズ』：1580年）
hisは人称代名詞の男性単数属格形である。古英語、中英語でも用いられたが、初期近代英語で盛んになり、名詞の属格の語尾（-es）と混同してhis,is,ysなどと書かれた。現代英語で所有格の語尾-sにアポストロフィーを伴う（-'s）のは-sをhisの省略とみなした名残である。